# Rainer Dieterich
Rainer Dieterich (ur. 20 marca 1943 w Köthen) – psycholog niemiecki, od 1978 do 2008 profesor psychologii wychowawczej na Uniwersytecie Bundeswehry im. Helmuta Schmidta w Hamburgu.

## Życiorys
W latach 1963–1969 studiował psychologię w Erlangen. W 1971 uzyskał tytuł doktora, po czym pracował jako asystent na uczelniach pedagogicznych – Pädagogische Hochschule Bayreuth i Pädagogische Hochschule München-Pasing – oraz na Uniwersytecie Ludwika i Maksymiliana w Monachium, gdzie habilitował się w 1978.
Od 1978 był profesorem psychologii wychowawczej na Wydziale Pedagogiki Uniwersytetu Bundeswehry im. Helmuta Schmidta w Hamburgu. W 2008 przeszedł na emeryturę.

## Wyróżnienia
- Honorowy profesor Centralnego Uniwersytetu Stanu Connecticut w New Britain (1990)[potrzebny przypis]
- Honorowy doktor Centralnego Uniwersytetu Stanu Connecticut w New Britain (2002)[potrzebny przypis]

## Publikacje
- (1975). Einführung in die methodischen Grundlagen der Pädagogischen Psychologie. München: Reinhardt.
- (1977). Psychodiagnostik. Grundlagen und Probleme. München: Reinhardt.
- (1980). Kinder verstehen lernen. Ein Übungskurs in Pädagogischer Persönlichkeitspsychologie. Paderborn: Schöningh.
- (1981). Integrale Persönlichkeitstheorie – Chancen und Zielsetzungen einer pädagogisch-psychologischen Anthropologie. Paderborn: Schöningh.
- (z Elbing, E., Peagitsch, I. & Ritscher, H.): Psychologie der Lehrerpersönlichkeit. Der Lehrer im Brennpunkt erziehungswissenschaftlicher Reflexion. 1983. München: Reinhardt.
- (z Reinert, G.B. als Hrsg.): Theorie und Wirklichkeit. Studien zum Lehrerhandeln zwischen Unterrichtstheorie und Alltagsroutine. 1986. Stuttgart: Lang.
- (współautor): Psychologische Perspektiven der Erwachsenenbildung. Pädagogische Arbeitsstelle des Deutschen Volkshochschulverbandes. 1987. Bad Heilbrunn: Klinkhart.
- (z Rietz, I.): Psychologisches Grundwissen für Schule und Beruf. Ein Wörterbuch. 1996. Donauwörth: Auer Verlag GmbH
- (2000). Lernen im Entspannungszustand. Göttingen: Verlag für Angewandte Psychologie.